# Presidentens Cup Regatta
Presidentens Cup Regatta är en segeltävling som årligen lockar tävlande från hela världen till Filippinerna. Segeltävlingen är ett av de stora idrottsevenemangen i landet.